# نيكولاي أندرييف (عالم رياضيات)
نيكولاي أندرييف (وُلد في روسيا) عالم رياضيات روسي ومؤثر في الرياضيات. حصل على جائزة ليلافاتي في عام 2022.